# José Ribelles

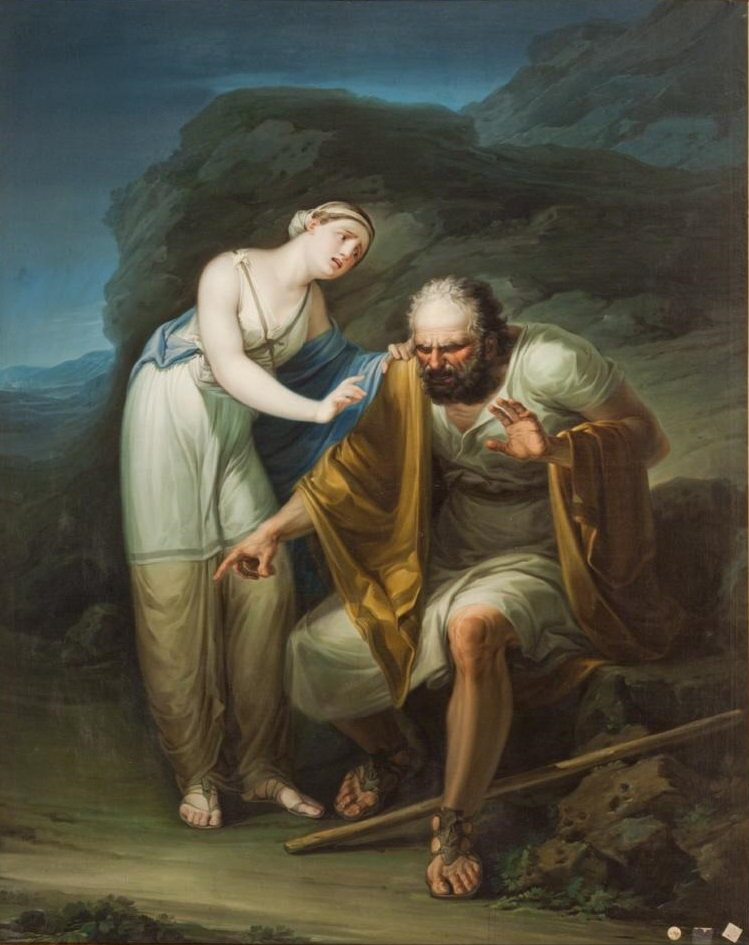
Edipo y Antígona, óleo sobre lienzo, 210 x 167 cm, Madrid, Real Academia de Bellas Artes de San Fernando.

José Ribelles y Helip o Felip (Valencia, 1778-Madrid, 1835) fue un pintor y dibujante español.

## Biografía
Nació en Valencia, donde se formó al lado de su padre, el pintor José Ribelles. De estilo neoclásico, continuó sus estudios en la Real Academia de Bellas Artes de San Carlos, donde conoció y fue discípulo de Vicente López Portaña. En 1799 se trasladó a Madrid, donde obtuvo el segundo premio de primera clase de pintura en la Real Academia de Bellas Artes de San Fernando por La continencia de Escipión (Museo de la Real Academia de Bellas Artes de San Fernando).
El hermano Ribelles junto con el hermano Hermoso, escultor, se encargó en octubre de 1809 de decorar la logia masónica de la calle de las Tres Cruces de Madrid, sede de la Gran Logia Nacional, de la que era gran maestre José Bonaparte, y de las logias filiales de la Beneficencia de Josefina y de Santa Julia. Tras el regreso de Fernando VII se presentó espontáneamente ante el tribunal de la Inquisición para confesar su pasada pertenencia a la masonería y fue sometido al proceso ordinario de depuración política, lo que no le impidió ingresar como académico de mérito en la Real Academia de San Fernando en 1818, a la que con tal motivo regaló su Edipo y Antígona, y un año más tarde obtener el nombramiento de pintor de cámara honorario de Fernando VII, con el informe favorable de Vicente López, su antiguo maestro y protector. Se le han atribuido los dibujos para los cuatro grabados calcográficos realizados por Tomás López Enguídanos sobre el levantamiento del 2 de mayo en Madrid de los que firmó los dibujos de una segunda impresión grabada por Alejandro Blanco y Assensio.
Fue ilustrador de una edición de 1819 de Don Quijote de la Mancha, siendo sus dibujos grabados por Alejandro Blanco y Tomás López Enguídanos. También proporcionó los 112 dibujos, grabados por Juan Carrafa, de la Colección de trajes de España, impresa por la Real Calcografía en 1825.